# Megawati Sukarnoputri
Diah Permata Megawati Setiawati Sukarnoputri, più comunemente nota come Megawati Sukarnoputri o semplicemente Megawati (Yogyakarta, 23 gennaio 1947), è una politica indonesiana, Presidente dell'Indonesia dal 23 luglio 2001 al 20 ottobre 2004.

## Biografia

### Origini e formazione
Figlia di Sukarno, primo Presidente dell'Indonesia che ne proclamò l'indipendenza dai Paesi Bassi, studiò agronomia all'Università di Bandung e psicologia alla University of Indonesia, senza però completare gli studi. Era sorella di Rachmawati Sukarnoputri.

### La carriera politica
Non attiva nella vita politica fino alla soglia dei quarant'anni, dopo la concessione a Sukarno del titolo di Eroe da parte del suo successore Suharto nel 1986, aderì al Partito Democratico Indonesiano di Lotta (PDI-P), e venne eletta al Consiglio Rappresentativo del Popolo (DPR) nonostante la secca sconfitta subita dal proprio partito. Non rieletta, nel 1993 venne eletta leader del PDI, che condusse sulla linea di una forte e intransigente opposizione a Suharto, a causa della quale il PDI subì un'irruzione nella propria sede che causò cinque morti, e fu escluso dalle elezioni del 1997.
Dopo le dimissioni di Suharto, Megawati fondò il Partito Democratico Indonesiano di Lotta (Partai Demokrasi Indonesia Perjuangan - PDI-P) e in occasione delle elezioni parlamentari del 1999, le prime elezioni libere, fu il deputato più votato. Assunse quindi la carica di vicepresidente del nuovo presidente Abdurrahman Wahid. A seguito della destituzione di Wahid, avvenuta nel 2001, Megawati venne proclamata il quinto Presidente dell'Indonesia, diventando la prima donna ad assumere tale carica.
Dopo aver perso alle elezioni presidenziali del 2004 contro Susilo Bambang Yudhoyono (ottenendo il 40% dei voti contro il 60% dell'avversario), si ripresentò alle elezioni presidenziali del 2009, venendo nuovamente sconfitta in maniera netta (27% contro 61%) da Yudhoyono.

## Riconoscimenti
Nel 2004 la rivista Forbes la classificò all'ottavo posto fra le 100 donne più potenti al mondo. Nel 2008 non faceva più parte di tale lista.